# Guillotine (Band)
Guillotine ist eine schwedische Thrash-Metal-Band aus Umeå, die im Jahr 1995 unter dem Namen Holocaust gegründet wurde.

## Geschichte
Die Band wurde im Jahr 1995 von Sänger und Gitarrist Fredrik Mannberg und Bassist Nils Eriksson als Nebenprojekt zu Nocturnal Rites unter dem Namen Holocaust gegründet. Nach einigen Proben änderte die Band ihre Namen in Guillotine um und veröffentlichte 1995 ihr erstes Demo Under the Guillotine. Dadurch erreichte die Band einen Vertrag mit Necropolis Records. Es kam Schlagzeuger Efraim Juntunen zur Band und es begannen die Arbeiten zum Debütalbum. Das Album erschien im Jahr 1997 unter dem Namen Under the Guillotine. Ab 1998 konzentrierten sich Fredrik Mannberg und Nils Eriksson wieder auf Nocturnal Rites, sodass das Projekt Guillotine vorerst pausieren musste.
Im Jahr 2007 fand die Band wieder zusammen, wobei zwei neue Mitglieder in der Band vertreten waren. Die Gruppe nahm die zwei Lieder War und Blood Money für ein weiteres Demo auf. Anfang 2008 erreichte die Band einen Vertrag bei Pulverised Records und veröffentlichte bei diesem Label das Album Blood Money im Jahr 2008.

## Stil
Die Band orientiert sich stilistisch an klassischen, einfach strukturieren Thrash Metal, wobei die Musik klanglich mit Kreator, textlich mit Tankard vergleichbar ist.

## Diskografie
- 1995: Under the Guillotine (Demo, Eigenveröffentlichung)
- 1997: Under the Guillotine (Album, Necropolis Records)
- 2008: Blood Money (Album, Pulverised Records)